# Pattinaggio di figura ai I Giochi olimpici invernali
Ai I Giochi olimpici invernali del 1924 a Chamonix (Francia), vennero assegnate medaglie in tre specialità del pattinaggio di figura.

## Podi
| Evento                                     | Oro                            | Perform. | Argento                             | Perform. | Bronzo                      | Perform. |
| Pattinaggio di figura maschile (dettagli)  | Gillis Grafström               | 10       | Willy Böckl                         | 13       | Georges Gautschi            | 23       |
| Pattinaggio di figura femminile (dettagli) | Herma Szabo                    | 7        | Beatrix Loughran                    | 14       | Ethel Muckelt               | 26       |
| Pattinaggio di figura a coppie (dettagli)  | Helene Engelmann Alfred Berger | 9,0      | Ludowika Jakobsson Walter Jakobsson | 18,5     | Andrée Brunet Pierre Brunet | 22,0     |

## Medagliere
| Posizione | Paese         |   |   |   | Totale |
| --------- | ------------- | - | - | - | ------ |
| 1         | Austria       | 2 | 1 | 0 | 3      |
| 2         | Svezia        | 1 | 0 | 0 | 1      |
| 3         | Finlandia     | 0 | 1 | 0 | 1      |
| 3         | Stati Uniti   | 0 | 1 | 0 | 1      |
| 5         | Francia       | 0 | 0 | 1 | 1      |
| 5         | Gran Bretagna | 0 | 0 | 1 | 1      |
| 5         | Svizzera      | 0 | 0 | 1 | 1      |
| Totale    | Totale        | 3 | 3 | 3 | 9      |